# Catherine Reline Amanang'ole
Catherine Reline Amanang'ole (5 ottobre 2002) è una mezzofondista e maratoneta keniota.

## Palmarès
| Anno | Manifestazione           | Sede | Evento                     | Risultato | Prestazione | Note |
| ---- | ------------------------ | ---- | -------------------------- | --------- | ----------- | ---- |
| 2023 | Mondiali corsa su strada | Riga | Mezza maratona individuale | Bronzo    | 1h07'34"    |      |
| 2023 | Mondiali corsa su strada | Riga | Mezza maratona a squadre   | Oro       |             |      |

## Campionati nazionali
2002
- 7ª ai campionati nazionali di corsa campestre ( Eldoret)	- 34'47"

2023
- Argento ai campionati kenioti, 10000 m piani - 31'57"79

## Altre competizioni internazionali
2022
- 4ª alla Mezza maratona di Madrid ( Madrid) - 1h08'07"
- 10ª alla Mezza maratona di Lisbona ( Lisbona) - 1h12'35"
- 4ª alla Maratona di Buenos Aires ( Buenos Aires) - 1h08'02"
- Oro alla Corrida Internacional de São Silvestre ( San Paolo), 15 km - 49'39"

2023
- Bronzo alla Mezza maratona di Barcellona ( Barcellona) - 1'05"39
- 6ª alla Mezza maratona di Lisbona ( Lisbona) 1'07"21

2024
- 6ª al Prefontaine Classic ( Eugene), 10000 m piani - 30'07"42
- Bronzo alla Mezza maratona di Copenaghen ( Copenaghen) - 1h06'09"